# Sông Uday
Uday (tiếng Ukraina: Удай) là một sông tại Ukraina, là một phụ lưu hữu ngạn của sông Sula, thuộc lưu vực sông Dnepr. Sông dài 327 kilômét (203 mi), và có diện tích lưu vực là 7.030 kilômét vuông (2.710 dặm vuông Anh). Lưu lượng trung bình của sông Uday tại cách cửa sông 39 km là 9,4 m3/s (330 cu ft/s).

## Thông tin chung
Thung lũng sông có dạng hình thang, bậc thang, rộng 2,5–3 km (có thể đến 4–6 km). Vùng bãi bồi ở cả hai bên sông, một số nơi sình lầy, có nơi tiêu úng; chiều rộng phần lớn là 0,4-0,5 km; có những hồ móng ngựa. Sông quanh co, rộng 15–20 m (thượng lưu), đến 20–40 m (hạ lưu), sâu 0,3-1,5 m (có nơi 4,5 m). Độ dốc của sông là 0,2 m/km.
Nguồn nước sông chủ yếu đến từ tuyết tan. Sông đóng băng vào cuối tháng 11-đầu tháng 12, tan băng vào nửa cuối tháng 3. Lưu lượng dài hạn trung bình của sông Uday (tại Pryluky) là 4,3 m³/s. Độ khoáng hóa nước sông thay đổi quanh năm: lũ mùa xuân - 729 mg/dm³; giới hạn mùa hè-thu - 807 mg/dm³; giới hạn mùa đông - 853 mg/dm³. Nước được sử dụng cho các nhu cầu công nghiệp và sinh hoạt, tưới tiêu.

## Vị trí
Sông Uday có đầu nguồn từ vùng đầm lầy gần làng Rozhnivka thuộc huyện Pryluky, tỉnh Chernihiv. Sông chảy qua vùng đất thấp Dnepr, trong địa phận tỉnh Chernihiv và tỉnh Poltava. Ở thượng lưu, sông chảy về phía tây, sau đó quay về phía nam và đông nam. Ở vùng trung lưu và hạ lưu, sông tạo ra một số khúc quanh lớn. Sông Uday chảy vào Sula về phía đông nam của làng Luky, nằm về phía đông bắc của thành phố Lubny.
Các đô thị Pryluky và Pyriatyn nằm ven sông Uday, cùng các khu định cư kiểu đô thị Dihtiari, Varva, Ladan, và selo Pisky-Udais'ki.
Sông Uday có các phụ lưu tả ngạn: Burymnya, Ichenka, Radkivka, Smosh, Utka, Lysohir, Varva, Zhuravka, Mnoha. Các phụ lưu hữu ngạn: Halka, Yushchenkova, Stavka, Perevid, Vilshanka.

## Sinh thái

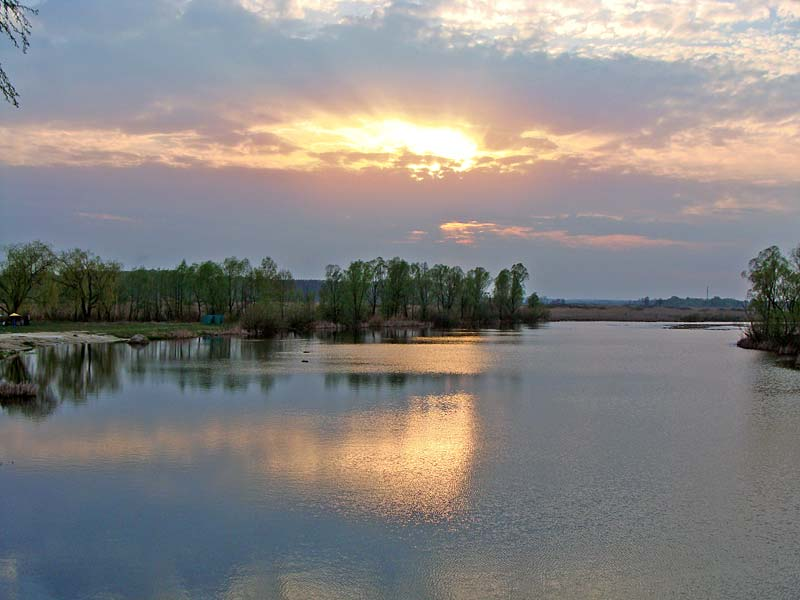
Sông Uday tại Pryluky

Trong dòng sông có các loại cá như vá giếc, cá chó, cá vền, Rutilus rutilus, Alburnus, Perca, Leuciscus idus, cá chép nhớt, Misgurnus, Rhodeus, Gobio. Tôm hùm đất xuất hiện ở các nơi. Số lượng cá đã giảm trong những năm gần đây do ô nhiễm nguồn nước và nạn đánh bắt trộm.
Trong thung lũng của sông có các khu bảo tồn thiên nhiên: Khu bảo tồn Dorohynskyi, vườn tự nhiên quốc gia Ichnianskyi, đảo Masalskyi, vườn tự nhiên quốc gia Pyriatynskyi, khu bảo tồn Deimanivskyi, khu bảo tồn Kukvynskyi, khu bảo tồn Bunylivske
Do quang cảnh đẹp của các sườn sông xung quanh, và dòng chảy mạnh thu hút những người yêu thích chèo thuyền kayak.

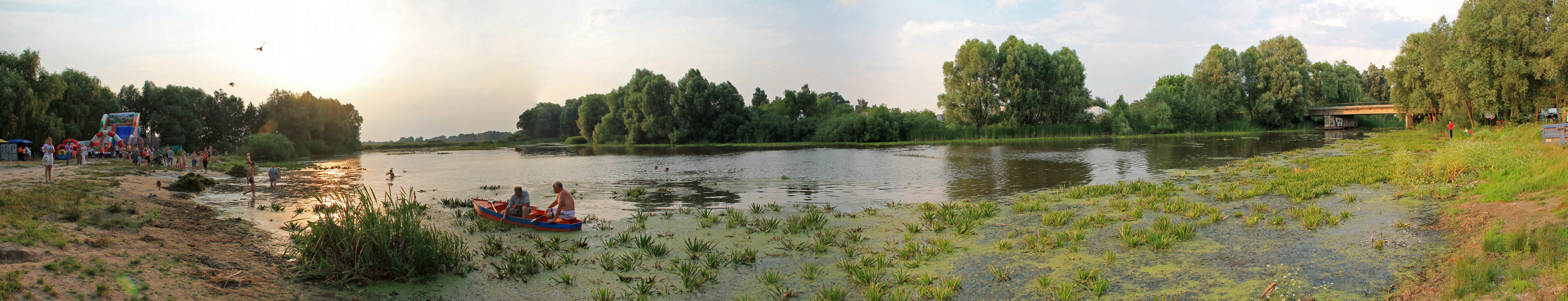
Toàn cảnh Udai ở khu vực bờ sông tại thành phố Pryluk. Tháng 6 năm 2013